# Викерс F.B.5
Викерс F.B.5 (енгл. Vickers F.B.5 Gunbus) је ловачки авион направљен у Уједињеном Краљевству. Авион је први пут полетео 1914. године. 

Највећа брзина у хоризонталном лету је износила 113 km/h. Размах крила је био 11,13 метара а дужина 8,30 метара. Маса празног авиона је износила 553 килограма а нормална полетна маса 930 килограма. Био је наоружан са једним или два митраљеза калибра 7,7 милиметара Луис.

## Наоружање
| Наоружање авиона: Викерс       |     |
| Ватрено (стрељачко) наоружање  |     |
| Топ                            |     |
| Митраљез                       |     |
| Број и ознака митраљеза        | 1-2 |
| Калибар                        | 7,7 |
| Бомбардерско наоружање (бомбе) |     |
| Ракетно наоружање (ракете)     |     |